# Willowbrook, Kalifornien
Willowbrook är en ort (CDP) i Los Angeles County, i delstaten Kalifornien, USA. Enligt United States Census Bureau har orten en folkmängd på 35 983 invånare (2010) och en landarea på 9,7 km².